# Амшаррат, Хасан
Хасан Амшаррат (араб. حسن اعسيلة‎; 1948 — 22 июля 2023) — марроканский футболист, игравший на позиции нападающего. Обладатель Кубка Африки 1976 года в составе национальной сборной.

## Биография

### Игровая карьера
Начал игровую карьеру за «Шахаб», за которую играл семь сезонов, выиграв в составе команды Кубок Марокко и Суперкубок страны. Затем он перешёл в клуб «Раджа», за который отыграл девять сезонов и завершил игровую карьеру.
Играл за сборную Марокко на КАН-1976 и КАН-1978; в составе сборной в 1976 году он стал обладателем Кубка Африки.

### Смерть
Скончался 22 июля 2023 года в возрасте 74/75 лет после продолжительной болезни.